# Abrigo meteorológico

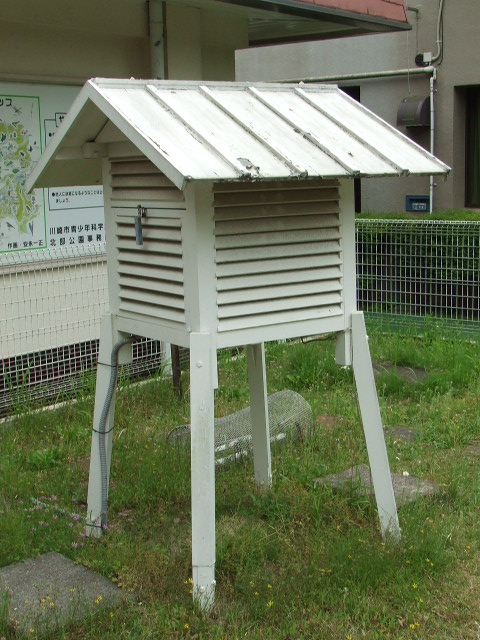
Ejemplo de abrigo meteorológico.

Un abrigo meteorológico también llamado casilla o garita, es una estructura de medidas estandarizadas que sirve de protección a los instrumentos de una estación meteorológica.

## Diseño
Se realiza de madera de pinotea con forma de prisma rectangular con paredes dobles construidas por persianas simples inclinadas a 45°. Mide 85 cm de frente por 60 cm de fondo y 80 cm de alto, con una puerta de dos hojas al frente. Se pinta con esmalte de color blanco. El diseño protege los instrumentos de medición de la temperatura, de la radiación directa del sol, de la radiación terrestre nocturna, precipitación y condensación, mientras que al mismo tiempo permite una adecuada ventilación. El piso del abrigo se encuentra a 1,50 m sobre el nivel del suelo, y tiene una serie de tablas interespaciadas para la circulación de aire. La parte superior está cerrada con tablas y presenta una pequeña chimenea para evitar condensaciones. La puerta está ubicada de tal forma que los rayos solares no incidan sobre los aparatos (psicrómetro, evaporímetro, termómetros de máxima y de mínima y termohigrógrafo) que están alojados dentro al abrir la puerta. Así, estará orientada al norte en el hemisferio norte, y al sur en el hemisferio sur. Se recomienda que el suelo bajo la casilla está cubierto por pasto corto o suelo propio de la región, nunca de cemento. Debe instalarse en un área libre de obstáculos en al menos 20 metros alrededor, de forma que el aire del ambiente fluya libremente. Ninguna de las construcciones u obstáculos que lo rodeen debe proyectar su sombra sobre él.
La iluminación nocturna óptima del abrigo se ha de realizar con una linterna a pilas, aunque se tolera que se instale corriente eléctrica y un foco de como máximo 25W situado a no menos de 25 cm de cualquiera de los instrumentos. Éste sólo se encenderá el tiempo suficiente para hacer las lecturas.

## Galería de imágenes

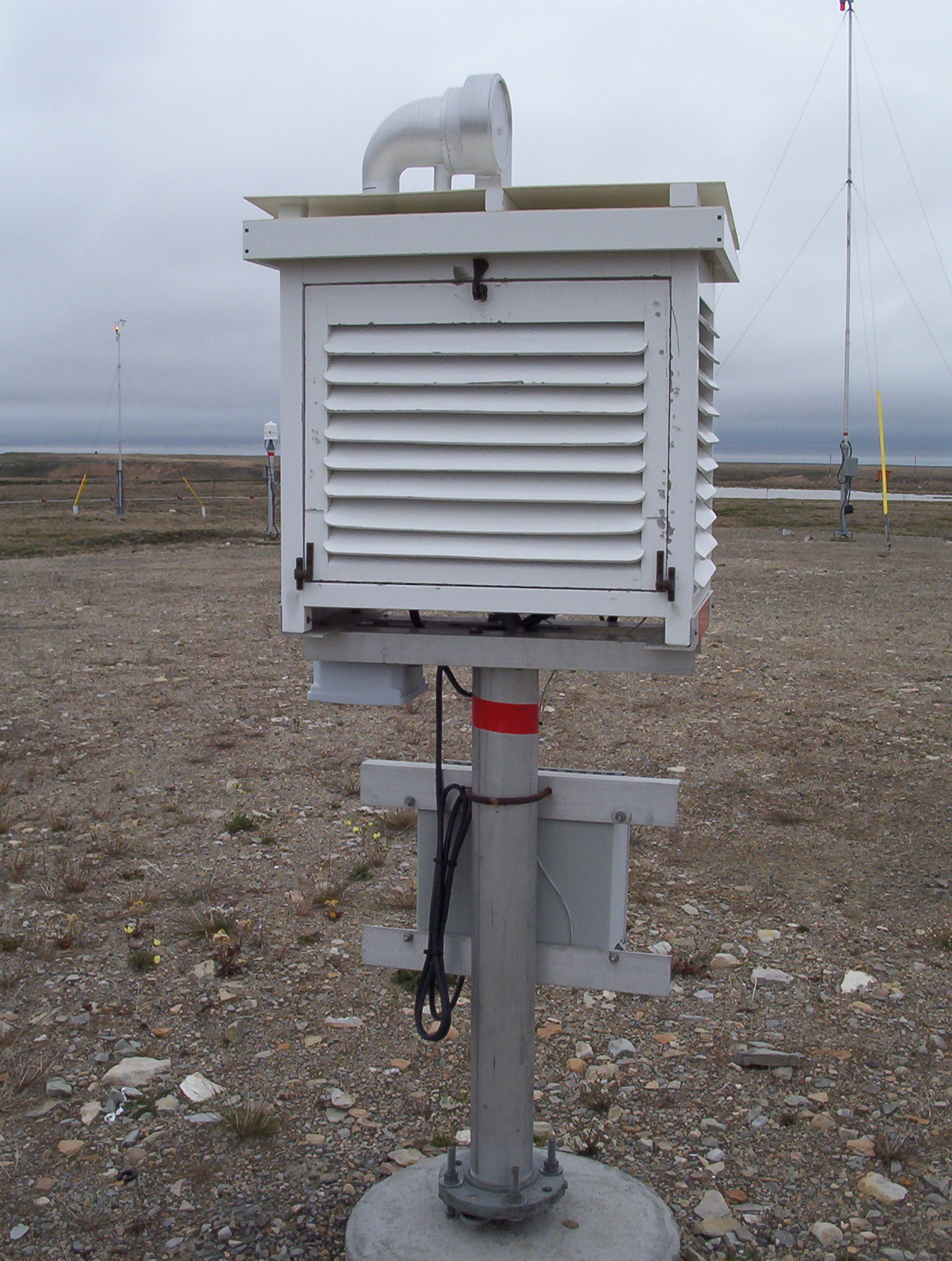
Ejemplo de abrigo.
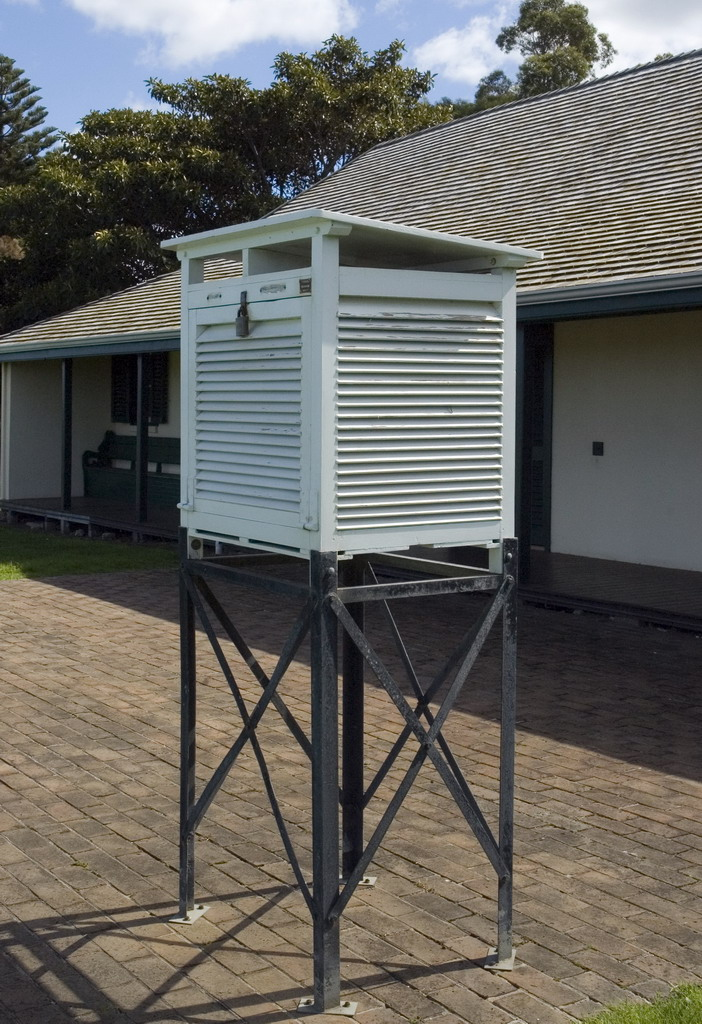
Ejemplo de abrigo.